# Oogst van Overijssel
De Oogst van Overijssel in een jaarlijkse wedstrijd die georganiseerd wordt in de Nederlandse provincie Overijssel. De wedstrijd omvat vier verschillende categorieën:
- Pop/Rock,
- Singer-songwriter,
- HipHop en
- Dance/DJ.

De organisatie van de Oogst ligt in handen van Kunst & Cultuur Overijssel in samenwerking met andere organisaties, zoals Basix Productions en Triplewize Entertainment.
De wedstrijd zelf bestaat uit voorrondes, halve finales en finales, afhankelijk van de verschillende categorieën. Voor de winnaars wordt er een prijzenpakket samengesteld, die aansluit bij de desbetreffende categorie. Zo is er onder andere een geldbedrag te winnen, abonnementen op tijdschriften, professionele websites, interviews en promotiegelden en maken ze kans op een optreden op onder andere Eurosonic, doorstroming naar de SENA PopNL Awards en een optreden op Bevrijdingsfestival Overijssel.

## Winnaars
| Jaar | Pop/Rock           | Singer-songwriter | Hiphop                | Dance/DJ         |
| ---- | ------------------ | ----------------- | --------------------- | ---------------- |
| 2008 | The Tommycats      | Mirna's Fling     | Consequent            | -                |
| 2007 | Kudra Mata         | Romi              | Perfecd               | Pin-TRG          |
| 2006 | Swamp Nouveau      | Rik Kaez          | Miscellaneous         | Zagros & Pacific |
| 2005 | Wilsum             | Woutor            | Next Item             | Wavebasix        |
| 2004 | Nou En             | Ilonka Rooze      | Fata Morgana          | Pin-TRG          |
| 2003 | Destination Zero   | Guido Huige       | Bla Bla               | Scintilla        |
| 2002 | Da Skoda's         | Weeping Willow    | Eastside Rythm Freaks | Zolar            |
| 2001 | Zober              | Henk Lammers      | Opgezwolle            | Didgetal         |
| 2000 | C of E             | Oink              | -                     | -                |
| 1999 | Creek              | -                 | -                     | -                |
| 1998 | Superfluous        | -                 | -                     | -                |
| 1997 | Zaad (band)        | -                 | -                     | -                |
| 1996 | Dansklub           | -                 | -                     | -                |
| 1995 | Pop Goes the Brain | -                 | -                     | -                |